# Бушковички
Бушковички (пол. Buszkowiczki) — розташоване на Закерзонні село в Польщі, у гміні Журавиця Перемишльського повіту Підкарпатського воєводства. Населення — 623 особи (2011).

## Розташування
Розміщене недалеко від кордону з Україною. Село розташоване за 2 км на схід від Журавиці, за 6 км на північний схід від Перемишля та 63 км на південний схід від Ряшева.

## Історія
У XIV столітті, входило до володінь руського боярина Гліба Дворсковича, далі у складі Перемиського староства Перемишльської землі Руського воєводства до 1772 hjre.
У 1880 році село належало до Перемишльського повіту Королівства Галичини та Володимирії Австро-угорської імперії, у селі було 308 мешканців (280 греко-католиків, 21 римо-католик і 7 юдеїв).
У 1939 році в селі проживало 600 мешканців, з них 560 українців-греко-католиків, 15 українців-римокатоликів, 20 поляків і 5 євреїв. Село входило до ґміни Журавиця Перемишльського повіту Львівського воєводства.
В липні 1944 року радянські війська оволоділи селом, а за Люблінською угодою від 9 вересня 1944 року село опинилося в Польщі. Українців добровільно-примусово виселяли в СРСР. Українське населення села, якому вдалося уникнути вивезення до СРСР, попало в 1947 році під етнічну чистка під час проведення Операції «Вісла» і було депортовано на понімецькі землі у західній та північній частині польської держави, що до 1945 належали Німеччині. На їх місце населяли поляків.
У 1975—1998 роках село належало до Перемишльського воєводства.

## Церква
У 1900 році українці збудували муровану греко-католицьку церкву Покрови Пресвятої Богородиці. До їх депортації була філіяльною церквою, яка належала до парафії Журавиця Радимнянського деканату Перемишльської єпархії.

## Демографія
Демографічна структура станом на 31 березня 2011 року:
|          | Загалом | Допрацездатний вік | Працездатний вік | Постпрацездатний вік |
| -------- | ------- | ------------------ | ---------------- | -------------------- |
| Чоловіки | 297     | 68                 | 202              | 27                   |
| Жінки    | 326     | 75                 | 187              | 64                   |
| Разом    | 623     | 143                | 389              | 91                   |